# Plymouth Cranbrook
Der Plymouth Cranbrook war ein großer PKW, den der US-amerikanische Chrysler-Konzern unter dem Markennamen Plymouth in den Modelljahren 1951 bis 1953 herstellte. Das Vorgängermodell, der Plymouth Deluxe wurde zum neuen Modelljahr durch drei neue Fahrzeuge abgelöst. Der Cranbrook war das luxuriöseste Modell in der Palette, oberhalb von Concord und Cambridge.
Technisch waren diese Drei nahezu identisch mit dem Vorgänger, die größten Unterschiede bestanden in einer neuen Frontpartie und einem neuen Armaturenbrett. Angeboten wurde der Cranbrook als Limousine mit vier Türen, Coupé mit zwei Türen, Cabriolet und als Cranbrook Belvedere genanntes Hardtop, ein Coupe ohne B-Säule. Einzige Antriebsoption war Chryslers Flathead-Motor mit sechs Zylindern und 3,6 Litern Hubraum.
Für 1953 wurde Plymouths gesamte Modellpalette überarbeitet. Die Wagen wurden entgegen dem Zeitgeschmack etwas kürzer und niedriger, mit einer einteiligen Windschutzscheibe. Mit weniger Chromschmuck und mit kistenartiger Optik galten Plymouth zu dieser Zeit als „Plain Jane“ (unscheinbare/reizlose Jane). Plymouth war der einzige große Hersteller, der keine Servolenkung anbot.
Ab 1953 war der Cranbrook auch als Kombi erhältlich. Der besser ausgestattete Savoy wechselte vom eingestellten Plymouth Concord zur Cranbrook-Baureihe und trug den Namen Cranbrook Savoy. 1954 markierte bereits das Ende der Baureihe, der Cranbrook wurde vom Belvedere abgelöst.
| Bauart                 | Hubraum                          | Bohrung × Hub                     | Max. Leistung   | Bauzeit   |
| ---------------------- | -------------------------------- | --------------------------------- | --------------- | --------- |
| Reihenmotor 6 Zylinder | 217,8 Kubikzoll (CID) (3569 cm³) | 3.25 × 4.375 in (82,6 × 111,1 mm) | 97 bhp (72 kW)  | 1951–1952 |
| Reihenmotor 6 Zylinder | 217,8 Kubikzoll (CID) (3569 cm³) | 3.25 × 4.375 in (82,6 × 111,1 mm) | 100 bhp (75 kW) | 1953      |

## Quelle
- Gunnell, John (Herausgeber): Standard Catalog of American Cars 1946–1975, Krause Publications Inc., Iola (2002), ISBN 0-87349-461-X.